# Candida catenulata
Candida catenulata é um fungo leveduriforme do filo Ascomycota. É distribuído globalmente, e comumente encontrado na pele de humanos e animais, no solo e em produtos lácteos.

## Taxonomia
C. catenulata é uma espécie originalmente atribuída ao gênero Candida. Ser uma espécie do gênero Candida implica uma estreita relação com a espécie-tipo Candida tropicalis, mas descobriu-se através de tRNA, rRNA e outras análises filogenéticas que C. catenulata não está intimamente relacionada com C. tropicalis. Como tal, C. catenulata foi reclassificada em um novo gênero, Diutina, como Diutina catenulata. Essa mudança também afetou a classificação da família, pois Diutina está na família Debaryomycetaceae/Metschnikowiaceae enquanto o gênero original Candida pertence à família Saccaromycetaceae. Sua associação ao filo Ascomycota, classe Saccharomycetes e ordem Saccharomycetales permaneceu inalterada.

## Morfologia
C. catenulata é capaz de viver tanto como uma levedura quanto como um pseudomicélio composto de pseudo-hifas e células em forma de cápsula com dimensões de 1-2 micrômetros por 5-7 micrômetros.

## Ecologia
Candida catenulata é um componente do microbioma da pele e do intestino de humanos e animais, fungos do microbioma do solo, contaminante de produtos lácteos e patógeno fúngico oportunista ocasional. No solo, C. catenulata está mais fortemente associada à comunidade do solo do necrobioma. Em solos ao redor de cadáveres, populações de C. catenulat foram observadas em experimentos para crescer para compor uma parcela significativa dessas comunidades de solo ao longo do tempo. Nos casos de C. catenulata operando como patógeno oportunista, é mais comum que as infecções se manifestem como algum tipo de infecção superficial da pele. Em um caso raro, uma mulher de 42 anos em Estrasburgo, França, foi infectada de forma invasiva por Candida catenulata após a preparação de hemoculturas após sua readmissão em um hospital pós-tratamento de câncer. Este é o único caso registrado de infecção invasiva por C. catenulata.

## Biorremediação
Em um ambiente de laboratório, quando abastecido com resíduos de alimentos e compostagem, colônias de C. catenulata inoculadas com óleo diesel foram observadas para degradar aproximadamente 80% dos hidrocarbonetos de petróleo presentes em seu ambiente. Em colónias não inoculadas observou-se uma degradação de hidrocarbonetos de 48%. Ambos os resultados indicam que C. catenulata é uma espécie promissora para uso em esforços de biorremediação de ambientes contaminados por óleo.